# Скворцы
Скворцы (лат. Sturnus) — род певчих птиц из семейства скворцовых, обитающих по всей палеарктике.

## Общая характеристика

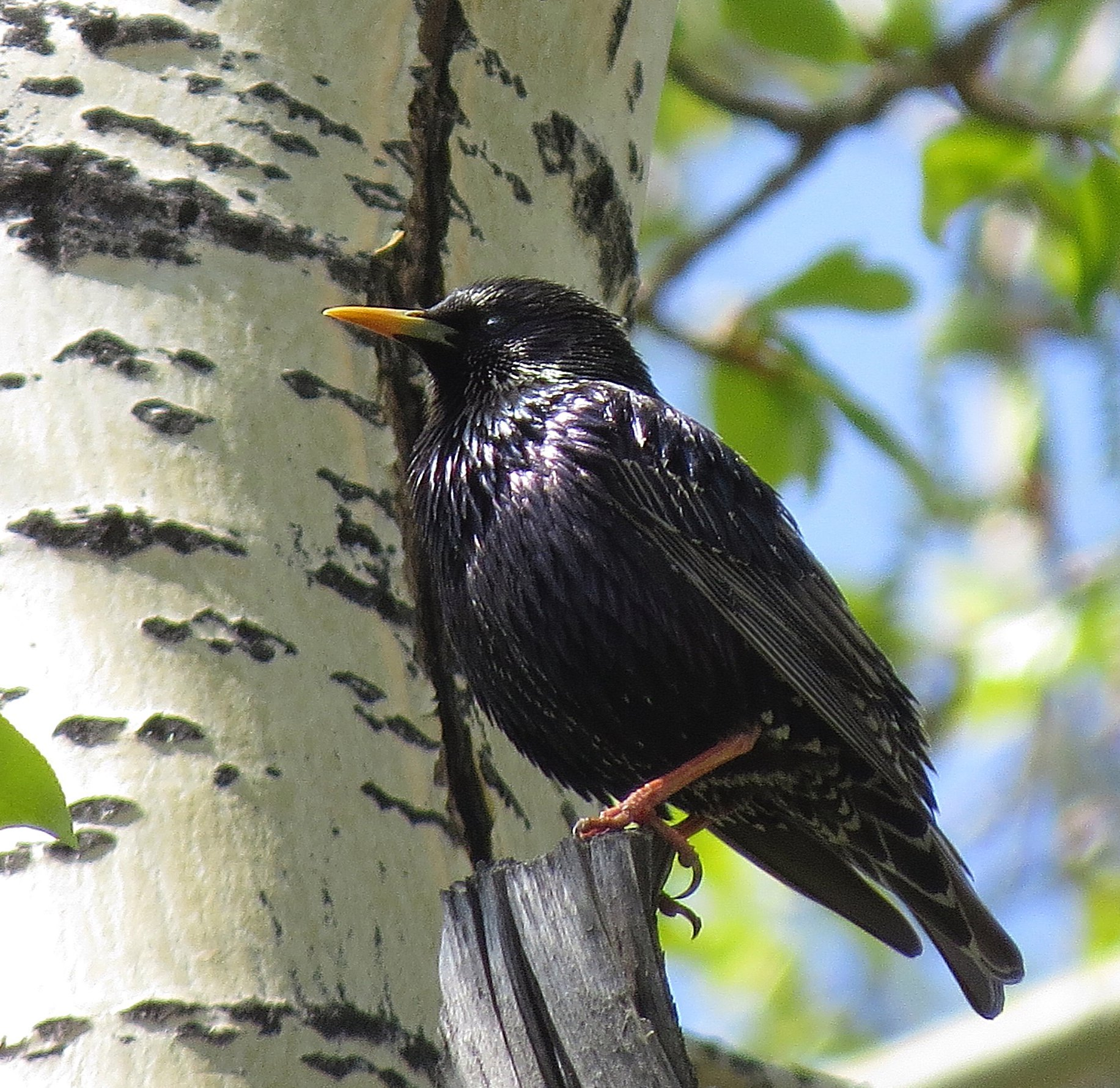
Черный скворец в Восточной Сибири

К роду скворцов относят птиц средней величины, мало отличающихся одна от другой как по окраске, так и по образу жизни. Скворцы относятся к всеядным птицам, которые находят себе пищу в зависимости от времени года.

## Внешний вид
Скворцы имеют длинный, сильный, прямой клюв со слегка сплюснутым кончиком, прямой короткий хвост, вершины которого достигают нижние кроющие перья, и острые крылья, у которых первое маховое перо укорочено, а второе длиннее остальных. Представителем скворцов может служить общеизвестный обыкновенный скворец (Sturnus vulgaris), живущий повсеместно в Европе. Обыкновенный скворец в брачном наряде чёрного цвета с фиолетовым и зелёным блеском и с белыми пестринками. К осени белые пестринки становятся крупнее и чаще. Молодые скворцы — буро-серого цвета, с беловатою пятнистою грудью.

## Виды
В состав рода включают два вида:
- Sturnus vulgaris — Обыкновенный скворец
- Sturnus unicolor — Чёрный скворец